# Sierra Madre Oriental
A Sierra Madre Oriental é uma cadeia montanhosa no nordeste do México, estendendo-se por 1000 km para sul desde Coahuila através de Nuevo León, sudoeste de Tamaulipas, San Luis Potosí, Hidalgo até ao norte dos estados de Puebla e Querétaro, onde se une à Sierra Madre Occidental e ao Eixo Neovulcânico do México central.
O ponto mais alto é o Cerro Potosí, a 3.713 m de altitude. Outro dos pontos mais elevados é El Coahuilón a cerca de 3.460 m de altitude. Esta cadeia é conhecida pela sua grande biodiversidade e elevado número de espécies endémicas.

## Pontos mais altos
| Lugar | Pico de montanha   | Estado              | Cadeia montanhosa     | Altitude           | Proeminência      | Isolamento        |
| ----- | ------------------ | ------------------- | --------------------- | ------------------ | ----------------- | ----------------- |
| 1     | Cerro San Rafael   | Coahuila            | Sierra Madre Oriental | 3.700 m 12.139 pés | 1.855 m 6.086 pés | 628 km 390 milhas |
| 2     | Sierra de la Marta | Coahuila Nuevo León | Sierra Madre Oriental | 3.700 m 12.139 pés | ND                | 607 km 377 milhas |
| 3     | Cerro el Potosí    | Nuevo León          | Sierra Madre Oriental | 3.700 m 12.139 pés | 1.380 m 4.528 pés | 570 km 354 milhas |